# Stan Grossfeld
Stan Grossfeld (* 20. prosince 1951, New York) je americký fotograf a pomocný redaktor The Boston Globe, který získal dvě Pulitzerovy ceny za fotožurnalistiku.

## Životopis
Narodil se v New Yorku a v roce 1973 absolvoval Rochester Institute of Technology s titulem B.S. v profesionální fotografii. Po dvou letech v Newarku v New Jersey nastoupil do The Star-Ledger pracovat pro The Boston Globe. Během svého působení zde v roce 1980 získal magisterský titul na Bostonské univerzitě. V roce 1983 se stal hlavním fotografem v Globe. V následujícím roce získal Pulitzerovu cenu za Spot News Photography za „sérii neobvyklých fotografií, které odhalují dopady války na obyvatele Libanonu“ (libanonská občanská válka, třetí fáze). V roce 1985 vyhrál Pulitzerovu cenu za „sérii fotografií hladomoru v Etiopii a za snímky nelegálních migrantů na hranici s Mexikem“. V roce 1987 byl jmenován spolupracovníkem redakce Globe, pro kterou fotografuje mnoho témat, včetně sportu.